# Plato Divorak
Plato Divorak (né en 1966 à Santa Rosa) est un chanteur, compositeur et artiste visuel brésilien.

## Biographie
Installé à Porto Alegre, il participe à divers groupes, tels que Off, Os Jaquetas, Valentine Ray-o-Vac, Père Lachaise, Lovecraft, Momento 68, Plato Divorak e Clepsidras, Os Sha-Zams, Plato e Os Analógicos, et Plato e Os Exciters, ainsi qu'au duo Frank e Plato avec Frank Jorge,,. Son style musical est éclectique et expérimental, incorporant des éléments de rock, de bossa nova, de punk, de soul, de pop, de tropicalisme, de psychédélisme et d'autres influences,,. Il a donné des concerts dans différents États du Brésil, a été l'organisateur du festival Popstock de Montehey, et a dirigé le label Krakatoa Records, qui a publié les œuvres de nombreux groupes indépendants des années 1990,.
Il est considéré comme une icône de la scène underground et psychédélique de l'État du Rio Grande do Sul,,,. Carlos Eduardo Miranda le qualifie de « légendaire » et Carlos Gerbase déclare : « Je crois que Syd Barrett n'est pas mort, il a déménagé à Porto Alegre et porte aujourd'hui le surnom de Plato Divorak ». Mateus Kuschick le cite également comme une référence dans le domaine des styles hybrides centrés sur le swing et la samba rock. Il reçoit plusieurs votes dans la liste des « 10 meilleurs du rock gaúcho » du magazine Aplauso, établie par 50 musiciens et experts de renom.
En 2022, le Musée du travail présente une rétrospective documentaire de sa carrière, intitulée Zênite Rock - Psicodelay de Plato Divorak. Selon la présentation du musée, l'exposition présente « des dessins, des collages, des peintures, des invitations, des bandes dessinées, du disc art, des affiches et des zines, tous empreints d'une ambiance psychédélique qui reflète la production musicale de l'artiste. L'exposition comprend également des vidéos, des lettres intimes et des notes envoyées par l'artiste à ses collaborateurs et à ses proches dans son écriture unique, ainsi que des dessins de son enfance à aujourd'hui, qui montrent la chronologie et l'importance de ses créations en tant qu'artiste visuel ». Pour la commissaire Joana Alencastro, « Plato est un multi-artiste à la carrière brillante, un véritable messager du psychédélisme à Porto Alegre ».
Parallèlement, la sortie de l'album Space Fusion Wallpaper est annoncée, un hommage à l'artiste, avec des chansons de lui enregistrées par plus de 25 groupes de différentes régions du Brésil, dont De Amor, Modulares, Irmãos Panarotto, Watson, Os The Darma Lóvers, Bidê ou Balde, Superguidis et Os Replicantes.
Pour Cristiano Bastos, journaliste et historien du rock, « Plato Divorak est une figure emblématique de la musique rock à Porto Alegre. Commencée en 1988, la carrière de Plato, après plus de 30 ans (sans que sa production prolifique n'ait jamais connu de pause), se poursuit depuis. Ses groupes Lovecraft, Père Lachaise, Frank & Plato, Os Analógicos, Os Sha-Zams et Os Exciters, ainsi que sa contribution à la production culturelle de la ville avec le label Krakatoa Records et le festival Montehey Popstock, sont des jalons de notre histoire underground ».
Evandro Martins, du groupe Laranja Freak, déclare : « J'admire beaucoup Plato Divorak. Tout d'abord, parce qu'il est créatif, talentueux, une référence dans le rock du Rio Grande do Sul. Ensuite, parce que c'est un type qui a fait bouger l'underground de Porto Alegre. Il a organisé un festival d'enfer avec l'argent de sa poche, les trois éditions du Montehey Popstock. Il est parti avec une perte, mais il est parti heureux, avec le sentiment d'avoir fait son travail. Il a créé Krakatoa Records, qui a publié non seulement ses disques, mais aussi ceux de nombreux groupes de Porto Alegre des années 1990. J'ai entendu beaucoup de bonnes et d'incroyables choses grâce aux disques de Krakatoa. Et il a toujours soutenu tous les groupes qu'il admirait. »
Selon le chercheur Felipe Gue Martini, « l'histoire de la scène musicale de Bom Fim dans les années 1990 serait incomplète sans Plato Divorak et ses groupes (Lovecraft, Exciters, Sha-Zams, entre autres). C'est un personnage qui caractérise une esthétique et synthétise un mouvement culturel. [...] Plato est une allégorie d'événements douteux : la personnalité de la rockstar, le succès critique à différentes époques, les tournées nationales, la vie dans l'ostracisme et l'oubli face aux mouvements de son époque : le punk rock des années 1980, le rock du Rio Grande do Sul, le rock indépendant de Porto Alegre. [...] Dans ses tenues psychédéliques, il semble habiter un espace-temps particulier, reliant tropicália, beat, avant-garde, dadaïsme et bossa nova. »

## Discographie
- 1996 : Lovecraft - Lovecraft (CD)
- 1999 : Momento 68 - Onde Estão Suas Canções? (cassette audio)
- 2001 : Plato Divorak - Platossaurus Erectus (CD-R)
- 2003 : Père Lachaise - Do Zero ao Infinito (CD-R)
- 2003 : Frank & Plato - Amnésia Global (CD-R)
- 2005 : Plato Divorak - Calendário da Imaginação (CD)
- 2007 : Plato Divorak - Besta Luminosa (CD-R)
- 2011 : Platodelic - High Times Transcendental (CD-R/streaming)
- 2011 : Plato Divorak e Os Exciters - Plato Divorak e Os Exciters (CD-R)
- 2016 : Plato Divorak (vinyle)
- Plato Divorak - Space Fusion Wallpaper